# Amîr Lemti
Amîr Lemti (26 oktober 2000) is een Belgisch voetballer die sinds 2020 uitkomt voor KSK Heist.

## Carrière
Lemti genoot zijn jeugdopleiding bij SK Kampelaar, KV Woluwe-Zaventem en OH Leuven. In februari 2018 ondertekende hij bij laatstgenoemde club een profcontract dat hem tot medio 2020 aan de club verbond. Op 28 februari 2020 maakte hij zijn officiële debuut in het eerste elftal van OH Leuven: op de slotspeeldag van de reguliere competitie van Eerste klasse B gaf trainer Vincent Euvrard hem een basisplaats tegen Excelsior Virton (4-1-verlies).
Na een testperiode van twee maanden (van begin juli tot eind augustus) tekende hij in de zomer van 2020 bij KSK Heist. Op de eerste twee competitiespeeldagen van het seizoen 2020/21 kreeg hij een basisplaats. Door de stopzetting van de amateurcompetities vanwege de coronapandemie ging zijn seizoen evenwel grotendeels in rook op. In het seizoen 2021/22 kreeg hij een vaste plaats in het elftal van trainer Stéphane Demets. Zijn seizoen 2022/23 ging daarentegen quasi volledig in rook op door een enkelblessure.

## Clubstatistieken
| Seizoen         | Club            | Land            | Competitie       | Competitie | Competitie | Beker | Beker | Supercup | Supercup | Europees | Europees | Totaal | Totaal |
| Seizoen         | Club            | Land            | Competitie       | Wed.       | Dlp.       | Wed.  | Dlp.  | Wed.     | Dlp.     | Wed.     | Dlp.     | Wed.   | Dlp.   |
| --------------- | --------------- | --------------- | ---------------- | ---------- | ---------- | ----- | ----- | -------- | -------- | -------- | -------- | ------ | ------ |
| 2019/20         | OH Leuven       | Vlag van België | Eerste klasse B  | 1          | 0          | 0     | 0     | —        | —        | —        | —        | 1      | 0      |
| 2020/21         | KSK Heist       | Vlag van België | Eerste nationale | 2          | 0          | 3     | 0     | —        | —        | —        | —        | 5      | 0      |
| 2021/22         | KSK Heist       | Vlag van België | Eerste nationale | 25         | 2          | 1     | 0     | —        | —        | —        | —        | 26     | 2      |
| 2022/23         | KSK Heist       | Vlag van België | Eerste nationale | 4          | 0          | 3     | 0     | —        | —        | —        | —        | 7      | 0      |
| 2023/24         | KSK Heist       | Vlag van België | Eerste nationale | 17         | 0          | 0     | 0     | —        | —        | —        | —        | 17     | 0      |
| Carrière totaal | Carrière totaal | Carrière totaal | Carrière totaal  | 49         | 2          | 7     | 0     | 0        | 0        | 0        | 0        | 56     | 2      |

Bijgewerkt op 26 maart 2024.